# Panhard & Levassor CS
La CS era un'autovettura di lusso prodotta dal 1930 al 1938 dalla Casa automobilistica francese Panhard & Levassor.

## Profilo
La CS fu introdotta nel 1930 come variante di classe minore rispetto alla più grande DS. Era disponibile, come la DS, in quattro varianti di carrozzeria: berlina, limousine, coupé e cabriolet, anche se fu venduta maggiormente nelle prime due configurazioni.
Si riconosceva a colpo d'occhio dalla DS per il frontale, caratterizzato dai fari sistemati più in basso, in posizione più centrale e più incassata all'interno del frontale stesso.
Le prime due versioni con cui la CS fu proposta all'inizio furono la 6CS e la 6CD Spécial, siglate rispettivamente X68 ed X69, lanciate entrambe nel 1930. Le differenze tra le due versioni stavano essenzialmente nel motore. In entrambi i casi si trattava di due unità a 6 cilindri dotate di distribuzione con valvole a fodero (una soluzione di cui la Casa francese si fece gran promotrice, specie nel periodo tra i due conflitti mondiali), ma il motore della 6CS aveva una cilindrata di 2344 cm³, mentre nella 6CS Spécial la cilindrata era di 2516 cm³.
Nel 1932 la 6CS fu tolta di produzione dopo essere stata prodotta in 1028 esemplari e fu rimpiazzata dalla 6CS RL, siglata X72, la quale adottò il motore da 2516 cm³ della CS Spécial. La 6CS RL fu disponibile anche nella versione limousine, denominata 6CS RL2.
Nel 1933 fu tolta di produzione la 6CS Spécial, che fu venduta in 1310 esemplari.
Il 1934 fu l'anno del sostanzioso restyling di tutta la gamma CS (parallelamente a quanto avvenne anche nella gamma DS). Importanti novità anche nella gamma stessa, con l'arrivo della versione Panoramic e della CS Spécial (sigla di progetto X73), che andò a sostituire la 6CS Spécial uscita di produzione l'anno prima. La nuova CS Spécial montava un 6 cilindri da 2861 cm³.
Nel 1935, la 6CS RL fu ribattezzata semplicemente CS e rimase con lo stesso motore da 2.5 litri.
Nel 1936 la CS fu tolta di produzione dopo essere stata venduta in 2173 esemplari, contando anche le 6CS RL.
Nel 1938 anche la CS Spécial fu tolta di produzione, con 1535 esemplari prodotti.